# Israël op het Eurovisiesongfestival 1986
Het Kdam 1986 werd georganiseerd in het Jeruzalem Theater in diezelfde stad om de Israëlische inzending voor het Eurovisiesongfestival in Bergen te selecteren. Het Kdam-festival werd gepresenteerd door Rivka Michaeli en Daniel Peer.
Het was in meerdere opzichten een bijzonder Kdam, er deden veel populaire artiesten mee, er was rumoer over de jurering en het was de grote doorbraak voor de zeer populaire zangeres Rita Kleinstein. Zij kwam op de vierde plaats met Shvil Habricha maar dit nummer zou aan het eind van het jaar wel tot "Lied van het Jaar" gekozen worden door het publiek. Het optreden was spectaculair en het was voor het eerst dat er echte popmuziek op het Kdam te horen was.
Laatste werd de zeer populaire volkszanger Boaz Sharabi met slechts één punt. Dit frustreerde een groot deel van het publiek omdat de zanger al vaker geboycott leek door de Israëlische omroep IBA vanwege zijn accent dat niet als beschaafd Hebreeuws werd beschouwd.
Andere populaire artiesten en groepen lukten het ook niet om te winnen, en een van de minst opvallende liedjes, een duet van twee relatief onbekende artiesten, behaalde de eerste plaats tot grote verwondering van de aanwezige media en het publiek. In Noorwegen ging het zoals gevreesd werd dan ook onderuit en werd het 19e met slechts 7 punten, een van de slechtste prestaties van Israël op het Songfestival tot dan toe.

## Uitslag
1. Motti Giladi & Sarai Tzoriel - Yavo Yom  66
2. Doron Mazar - Nagni Li Balalaika  56
3. Haim Moshe - Lechaim  46
4. Rita - Shvil Habricha  43
5. Yehuda Tamir - Na'ara  43
6. Izolirband - Kafe o Te  40
7. Tzvika Pik - Laila Laila  27
8. Miri Aloni - Kmo Ha'emuna  26
9. Arba Lev - Adom Yesh  24
10. Shola Hen - Gitara  17
11. Adama - La Veli 17
12. Boaz Sharabi - Halevai  1

## In Bergen
In Noorwegen trad Israël als elfde van 20 landen aan, na Zwitserland en voor Ierland. Het land behaalde een 19de plaats, met 7 punten.
België  en  Nederland gaven geen punten aan deze inzending.

### Gekregen punten

#### Finale
| 12 punten     | 10 punten | 8 punten | 7 punten | 6 punten                |
| ------------- | --------- | -------- | -------- | ----------------------- |
|               |           |          |          |                         |
| 5 punten      | 4 punten  | 3 punten | 2 punten | 1 punt                  |
| - Zwitserland |           |          |          | - Frankrijk - Noorwegen |

### Punten gegeven door Israël

#### Finale
Punten gegeven in de finale:
| 12 punten | Zwitserland         |
| 10 punten | Denemarken          |
| 8 punten  | Nederland           |
| 7 punten  | Portugal            |
| 6 punten  | Ierland             |
| 5 punten  | België              |
| 4 punten  | Luxemburg           |
| 3 punten  | Turkije             |
| 2 punten  | Verenigd Koninkrijk |
| 1 punt    | Joegoslavië         |

1973 · 1974 · 1975 · 1976 · 1977 · 1978 · 1979 · 1980 · 1981 · 1982 · 1983 · 1984 · 1985 · 1986 · 1987 · 1988 · 1989 · 1990 · 1991 · 1992 · 1993 · 1994 · 1995 · 1996-1997 · 1998 · 1999 · 2000 · 2001 · 2002 · 2003 · 2004 · 2005 · 2006 · 2007 · 2008 · 2009 · 2010 · 2011 · 2012 · 2013 · 2014 · 2015 · 2016 · 2017 · 2018 · 2019 · 2020 · 2021 · 2022 · 2023 · 2024 · 2025